# Hermann Weishaupt
Friedrich Wilhelm Hermann Weishaupt (* 4. Juni 1815 in Magdeburg; † 13. Juli 1869 in Elberfeld) war ein deutscher Baumeister und preußischer Baubeamter, zuletzt im Rang eines Geheimen Regierungsrats.

## Leben
Weishaupt wurde als zweitältestes von sechs Kindern des Neuhaldensleber Distriktbaumeisters Friedericus Germanus Weishaupt (1779–1867) und seiner Frau Dorothea Regina Weishaupt geb. Busse (1792–1866) aus Neuhaldensleben in Magdeburg geboren. Nach Kindheit und Jugend in Quedlinburg führten ihn Ausbildung und berufliche Stationen nach Neuhaldensleben, Berlin, Magdeburg, Görlitz, Liegnitz, Paderborn und Elberfeld, wo er vierundfünfzigjährig und unverheiratet an einer Lungenentzündung verstarb. Sein jüngerer Bruder war Oberbau- und Ministerialdirektor Theodor Weishaupt. Einer seiner Neffen, Sohn der älteren Schwester Bertha (1814–1868), war der Geheime Baurat Heinrich Schwieger.

## Ausbildung
Nach dem Besuch der Stadtschule und des Gymnasiums in Quedlinburg, wo sein Vater ab 1817 als Bauinspektor bzw. Oberbauinspektor tätig war, legte Hermann Weishaupt 1834 nach vorbereitender Tätigkeit bei seinem Vetter, dem Geometer Spott in Neuhaldensleben, und der theoretischen Ausbildung in Berlin in Magdeburg die Feldmesserprüfung ab. Von 1834 bis 1836 studierte er an der Allgemeinen Bauschule Berlin und bestand 1837 die Vorprüfung als Baumeister. 1841 folgte die Vorprüfung als Bauinspektor, 1843 die Nachprüfung zum Land-, Wasser- und Wegebaumeister.

## Berufliche Laufbahn
1837 war er zunächst unter Wasserbaumeister Arendt beim Schleusenbau in Parey (Elbe), dann bis 1839 und nochmals 1841 beim Vater im Baubezirk Quedlinburg sowie bei der 1., 2, und 3. Section des Chausseebaus Magdeburg–Lüneburg (1839–1841) tätig.
Im September 1843 wurde er vom Bauinspektor und technischen Direktor der Niederschlesisch-Märkischen Eisenbahn (NME) Ludwig Benjamin Henz zum Vorsteher technischen Büros der Eisenbahngesellschaft gemacht, womit seine langjährige Tätigkeit im Eisenbahnbau begann. Ab 1844 war er Oberingenieur für den Streckenabschnitt der NME von Kohlfurt nach Görlitz, der 1847 als letzter der Bahn eröffnet wurde. Nach einer kurzzeitigen Anstellung als Wegebauinspektor in Liegnitz im Revolutionsjahr 1848 folgte Weishaupt 1849 Henz zur Königlich-Westfälischen Eisenbahn-Gesellschaft, die kurz zuvor mit der Übernahme der Cöln-Minden-Thüringer Verbindungsbahn (Hamm–Warburg) durch den preußischen Staat entstanden war.
Als Abteilungs-Baumeister war Weishaupt hier für die neu zu konzipierende Gebirgsstrecke Paderborn-Warburg verantwortlich, in deren Zuge bis zur Eröffnung im Jahre 1853 mit dem Altenbekener Viadukt, dem Dune-Viadukt und dem Waldmühlen-Viadukt drei bedeutende Brückenbauwerke errichtet wurden. Zudem musste die schon begonnene Diemelbrücke bei Warburg aufwändig restauriert werden. Während des Vorhabens wurde Weishaupt 1850 zum königlichen Eisenbahnbaumeister und 1852 zum königlichen Eisenbahnbauinspektor befördert.
Zum 1. August 1853 wurde er zum Ersten Technischen Mitglied der Königlichen Direktion der Bergisch-Märkischen Eisenbahn in Elberfeld ernannt und war in Folge bis zu seinem Tod leitend verantwortlich für eine Vielzahl von neu zu errichtenden Eisenbahnstrecken, kurzzeitig bis 1856 auch für den Bahnbetrieb.

## Werk
- 1837: Ersatzneubau der Alten Schleuse Parey unter Wasserbaumeister Arndt
- 1837–1839, 1841: Domänenbauten der Baudirektion Quedlinburg unter Oberbauinspektor Weishaupt (Vater)
- 1844–1847: Eisenbahnstrecke Kohlfurt–Görlitz der Niederschlesisch-Märkischen Eisenbahn unter Bauinspektor Henz
- 1849–1853: Eisenbahnstrecke Paderborn-Warburg der Königlichen Westfälischen Eisenbahn-Gesellschaft unter Bauinspektor Henz, mit dem Altenbekener, dem Dune- und dem Waldmühlenviadukt

als Erstes Technisches Mitglied der Königlichen Direktion der Bergisch-Märkischen Eisenbahn
- 1854–1855: Bahnstrecke Dortmund–Soest
- 1856–1862: Dortmund-Witten-Duisburg-Oberhausener Eisenbahn
- 1857–1861: Ruhr-Sieg-Bahn (Hagen–Letmathe–Altena–Siegen)
- 1862–1864: Eisenbahnstrecke Letmathe–Iserlohn
- 1864–1865: Verbindungsbahn der Dortmund-Soester Eisenbahn (Unna–Hamm)
- 1863–1867: Eisenbahnstrecke Hengstey–Holzwickede
- 1863–1868: Bahnstrecke Haan–Mülheim am Rhein
- 1864–1867: Zweigbahn (Mülheim-) Styrum – (Duisburg-) Ruhrort
- 1865–1868: Zweigbahn Rittershausen (heute Oberbarmen)–Lennep–Remscheid
- ab 1868: Verbindungsbahn Düsseldorf–Neuss mit der Hammer Eisenbahnbrücke (Oberleitung)[2]
- 1868–1869: Zweigbahn Mönchengladbach–Odenkirchen
- 1868–1869: Zweigbahn Bochum–Zeche Königsgrube
- 1868–1869: Zweigbahn Dahlhausen–Laer

von Weishaupt bearbeitete, aber erst nach seinem Tod begonnene Projekte:
- ab 1868: Ruhrtalbahn
- 1870: Verbindungsbahn Bergisch Gladbach–Bensberg
- 1870–1873: Bahnstrecke Erkelenz–Düren–Stolberg
- Bahnstrecke Finnentrop–Olpe–Rothemühle
- ab 1870: Bahnstrecke Hagen–Lüdenscheid
- Verbindungsbahn zwischen Ruhr-Sieg-Bahn und Main-Weser-Bahn

## Ehrungen
Für seine Leistungen beim Bau der Bahnstrecke Paderborn-Warburg wurde Weishaupt 1853 der Rote Adlerorden 4. Klasse verliehen. 1861 erhielt er für die Bauausführung der Ruhr-Sieg-Bahn den Roten Adlerorden 3. Klasse.